# Tomáš Vančura
Tomáš Vančura, né le 10 septembre 1996 à Valašské Meziříčí, est un sauteur à ski tchèque.

## Carrière
Licencié au club ASO Dukla Liberec, il est d'abord actif en combiné nordique, participant aux Championnats du monde junior de 2013, 2014 et 2015, sans obtenir de résultat significatif.
En saut à ski, il est sélectionné au niveau international depuis la saison 2014-2015.
Il s'élance pour la première fois en Coupe du monde en janvier 2016 à Sapporo, où il termine dans les points au deuxième concours (28e), localité où il remporte aussi sa première manche de Coupe continentale l'hiver même. Il est appelé à prendre part aux Mondiaux de vol à ski à Tauplitz, où il se classe 23e individuellement. Lors du Grand Prix d'été 2016, il monte sur le podium à Tchaïkovski en se classant deuxième.
Il obtient son meilleur résultat de l'hiver 2016-2017 à Planica avec une 18e place, saison où il prend aux Championnats du monde à Lahti.
Il est champion de République tchèque en 2017.
Souffrant de mal de dos pendant des années, il prend sa retraite sportive en décembre 2019.

## Palmarès

### Championnats du monde
| Épreuve / Édition | Épreuve / Édition | Lahti 2017 | Seefeld 2019 |
| Petit tremplin    | Petit tremplin    | 35e        |              |
| Grand tremplin    | Grand tremplin    | 42e        | 49e          |
| Par équipes       | PT                | -          | -            |
| Par équipes       | GT                | 7e         | 8e           |

Légende : PT = petit tremplin, GT = grand tremplin.

### Championnats du monde de vol à ski
| Épreuve / Édition | Tauplitz 2016 |
| Individuel        | 23e           |
| Par équipes       | 6e            |

### Coupe du monde
- Meilleur classement général : 47e en 2017.
- Meilleur résultat individuel : 18e.

#### Différents classements en Coupe du monde
| Année     | Classement général final |
| 2015-2016 | 71e                      |
| 2016-2017 | 47e                      |
| 2018-2019 | 71e                      |

### Grand Prix
- 1 podium.

### Coupe continentale
- 6e du classement général en 2016.
- 6 podiums, dont 2 victoires.